# University of Victoria
Die University of Victoria (UVic; deutsch Universität von Victoria) ist eine staatliche Universität in der Hauptstadt der Provinz British Columbia, die zu den bedeutendsten Universitäten Kanadas zählt. Allerdings zählt sie nicht zur U15 Group of Canadian Research Universities, einer Gruppe von 15 kanadischen Universitäten, deren Schwerpunkt auf der Forschung liegt. Die Vorläuferinstitution der UVic war das Victoria College, das 1963 in University of Victoria umbenannt wurde.
Anders als der Name es vermuten lässt, liegt der Campus der Universität nicht in der Stadt Victoria selber, sondern in deren Vororten Saanich und Oak Bay.

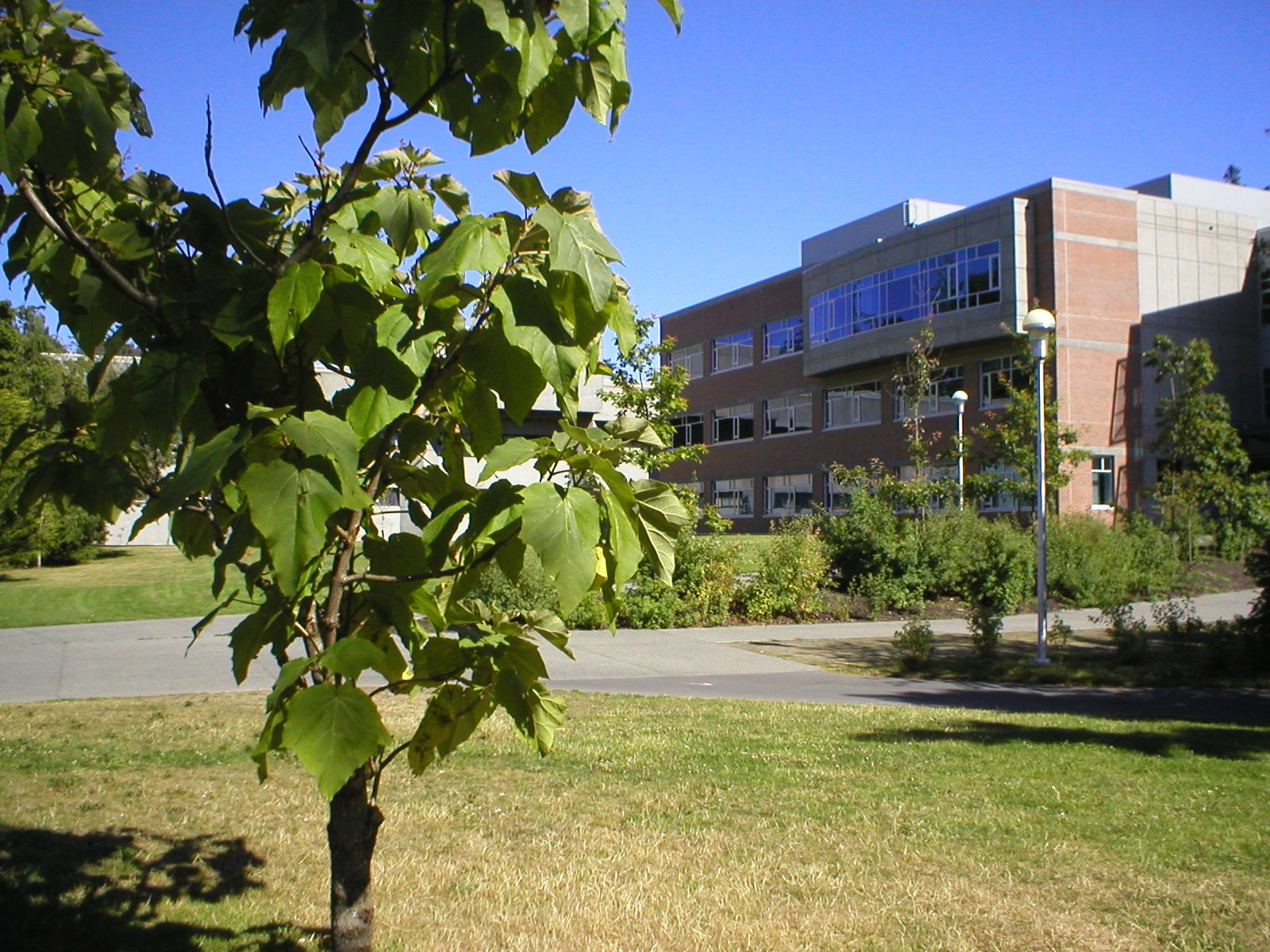
Gebäude der Medizinwissenschaften auf dem Campus

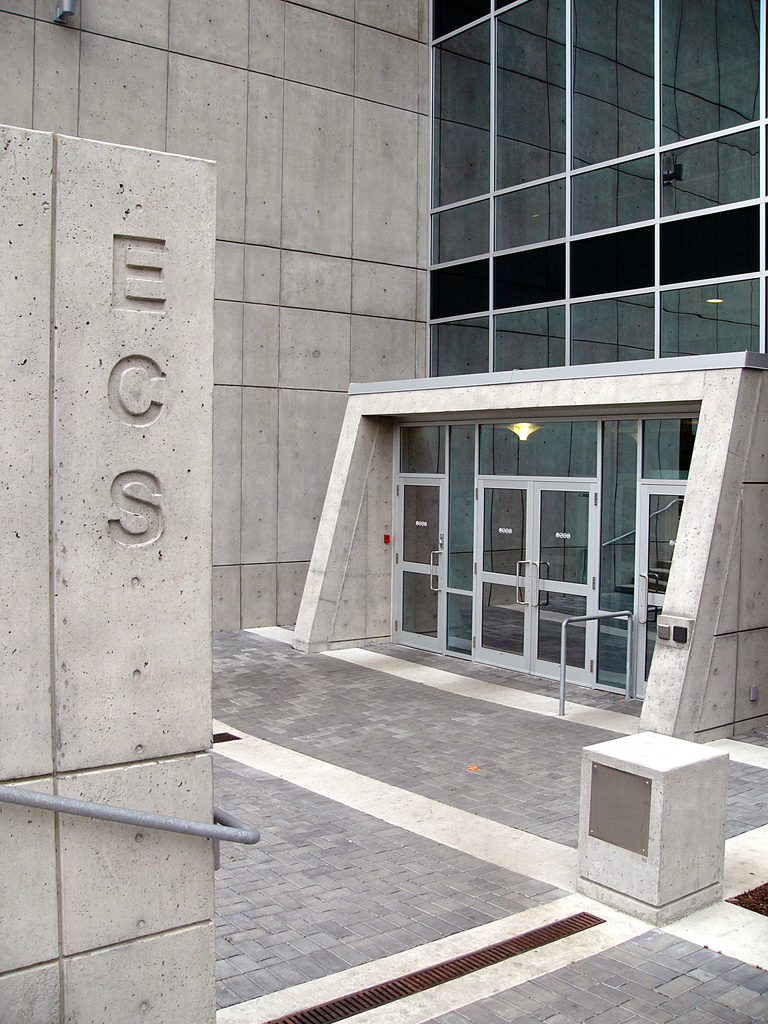
Eingang zum Fachbereich des Ingenieurs- und IT-Gebäudes

## Geschichte
Das Victoria College war von 1903 bis 1915 mit der McGill University in Montreal verbunden und bot Kurse in Kunst und Wissenschaften an. Die Verwaltung erfolgte jedoch durch das lokale Victoria School Board. Die Leitung übernahm 1903–1908 E.B. Paul, 1908–1915 S.J. Willis, archive.org, 28. Februar 2016.
Entsprechend den Plänen der Bundesregierung sollte in jeder Provinz eine staatliche Universität entstehen, ein Beschluss, der 1915 zur Einrichtung der University of British Columbia in Vancouver führte. 1920 wechselte das Victoria College seine Affiliation von der McGill- zur Universität von British Columbia. Damit blieb die Verwaltung zwar beim School Board, doch die Räumlichkeiten der Victoria High School wurden nicht mehr genutzt, sondern man zog ins Craigdarroch Castle, ein Gebäude, das in den 1890er Jahren von dem Kohlemagnaten Robert Dunsmuir gebaut worden war. Die Einrichtung leiteten E.B. Paul und P.H. Elliott. Die Schwerpunkte der Ausbildung lagen auf Medizin, Recht und Theologie.
Unter der Leitung von J.M. Ewing und W.H. Hickman wurde die Einrichtung Schritt für Schritt in eine Volluniversität umgewandelt (1945–63). Dabei vertrat der Victoria College Council die University of British Columbia. Das Bildungsministerium und das Greater Victoria School Board förderten diese Entwicklung gleichfalls.
1946 zog das Institut von Craigdarroch zum Lansdowne-Campus, dem heutigen Campus des 1971 gegründeten Camosun College. Die dortige Provincial Normal School wurde 1956 in das Victoria College als pädagogische Fakultät integriert. Mit Hilfe des Kriegsministeriums und der Hudson’s Bay Company gelang der Erwerb von 110 ha Land am Gordon Head, das zum Campus umgewandelt wurde. 1961 konnte der erste Bachelor-Abschluss erreicht werden.
Ein eigenes Gesetz, der University Act von 1963, schuf die rechtlichen Voraussetzungen zur Ablösung von der Provinzuniversität. Entsprechend den allgemeinen Prinzipien kanadischer Universitäten wurde ein Kanzler gewählt sowie ein „board of governors“. Dieser ernannte den Präsidenten. Der Senat wiederum repräsentierte die Fakultäten und die Generalversammlung der Hochschule.

## Fachbereiche
- Education – Fachbereich Pädagogik
- Engineering – Fachbereich Ingenieurwesen
- Fine Arts Includes departments of History in Art, Music, Theatre, Visual Arts and Writing. – Fachbereich Kunstwissenschaften und Theater
- Graduate Studies (Various Faculties) – Studiengänge für Masterstudium
- Human & Social Development – Fachbereich Sozialwissenschaften
- Child and Youth Care – Kinder und Jugenderziehung
- Dispute resolution
- Health Information Science – Gesundheitsinformationswissenschaften
- Nursing
- Public Administration – öffentliche Verwaltung
- Social Work.
- Humanities – Kulturwissenschaften mit Bereichen der: Englisch, Französisch, Deutsch und Russisch Studien, Griechenland und Rumänien Studien, Hispanic und Italien Studien, Geschichte, Linguistik, Pacific und Asien Studien, Philosophie.
- Continuing Studies
- Political Sciences & Economics – Politikwissenschaften und Ökonomie
- Medical Sciences – Medizinwissenschaften
- Wissenschaften – mit Abteilungen der: Biochemie und Mikrobiologie, Biologie, Chemie, Erd- und Meereswissenschaften, Mathematik und Statistik, Physik und  Astronomie.
- Sozialwissenschaften –  Anthropologie, Umweltwissenschaften, Geographie, Psychologie und Soziologie.

## Der Campus
Der Campus umfasst heute rund 160 ha. In eigenen Gebäuden sind die Abteilungen für Geologie und Meereskunde, Chemie, Klimatologie und Astronomie (Bob Wright Centre), die Biologen (Cunningham), die Mediziner (Medical Sciences Building), Mikrobiologie und Biochemie (Petch Building), Geographie, Politikwissenschaften und Mathematik (Social Sciences and Mathematics) untergebracht. Hinzu kommen die Ingenieurwissenschaften (Engineering Buildings) und die Wirtschaftswissenschaften (Business and Economics Building), sowie die Geisteswissenschaftler (Clearihue), Anthropologen, Psychologen und Soziologen (Cornett) und Rechtswissenschaftler (Fraser), schließlich Pädagogik und Musik (MacLaurin) sowie ein eigenes First Peoples House für die Erforschung und Repräsentation der Ureinwohner Kanadas, also der Inuit, First Nations (Indianer) und der Métis.

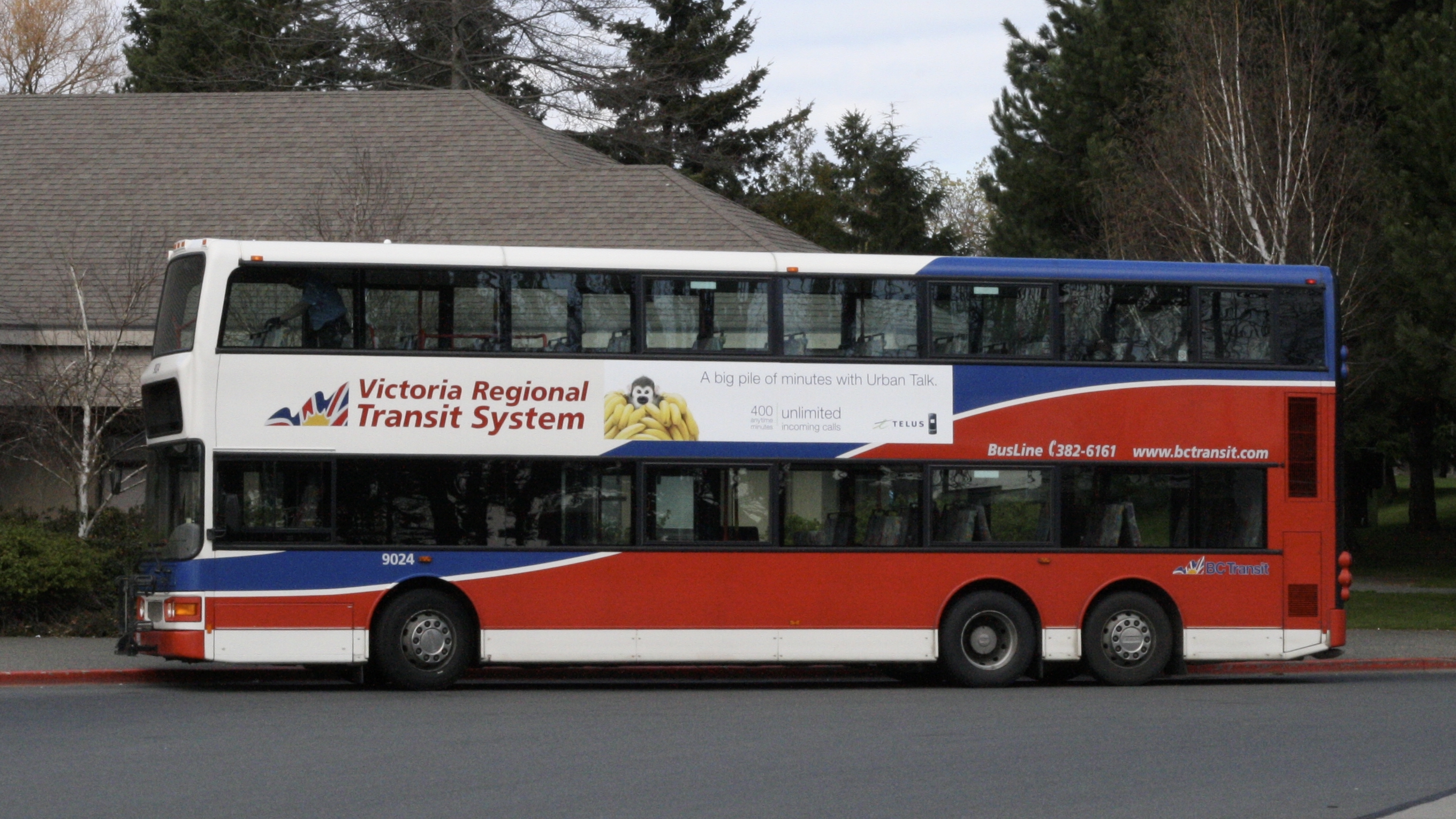
Bus auf dem Campus

Hinzu kommen Studentenwohnheime für rund 3200 Studierende, ein Theater, ein Kino und diverse Forschungsinitiativen, wie das Centre for Asia-Pacific Initiatives (CAPI), das Centre on Aging (Gerontologie), das Centre for the Study of Religion in Society, das sich mit der Rolle der Religion in der Gesellschaft auseinandersetzt, oder das Centre for Global Studies. Sie haben überwiegend ihren Sitz in Sedgewick. Im Norden des Campus stehen zudem 1940 errichtete Armeeunterkünfte, die unter Denkmalschutz stehen.
Da der Campus auf dem Gelände der Finnerty Gardens und Mystic Vale entstand, also auf stark bewaldetem, naturnahem Gelände, sind Weißwedelhirsche, Eulen und zahlreiche Nagetiere häufige Besucher, selten auch Pumas.